# Sally Pearson
Sally Pearson OAM (* 19. September 1986 in Sydney als Sally McLellan) ist eine ehemalige australische Leichtathletin, die sich vor allem auf den 100-Meter-Hürdenlauf spezialisiert hatte. 2008 gewann sie die olympische Silbermedaille, 2011 und 2017 wurde sie in ihrer Paradedisziplin Weltmeisterin und 2012 gewann sie Gold bei Olympia in London.  

## Karriere
In ihrer Jugend war Sally McLellan zuerst Turnerin. Erst nachdem ihre Familie von New South Wales nach Queensland umgezogen war, kam sie zur Leichtathletik. 2003 gewann sie den Titel über die 100 Meter Hürden bei den Juniorenweltmeisterschaften in 13,42 s. Infolgedessen wurde sie als jüngste Athletin aller Zeiten für die australische Mannschaft bei den Weltmeisterschaften 2003 in Paris nominiert. Dort wurde sie in der 4-mal-100-Meter-Staffel eingesetzt. Bei den Australian Open im März 2005 gewann McLellan als erste Teilnehmerin die 100 Meter und die 100 Meter Hürden. Bei den Leichtathletik-Weltmeisterschaften 2007 in Osaka erreichte McLellan die Halbfinals über 100 Meter und 100 Meter Hürden, verpasste jedoch jeweils die Finals. Mit der 100-Meter-Staffel scheiterte Sally McLellan bereits im Vorlauf. Beim IAAF Super Grand Prix 2007 in Doha wurde McLellan Dritte. Zudem erreichte sie 2007 bei den IAAF Golden League Meeting in Berlin den vierten, in Brüssel und Zürich den sechsten Platz. 2008 erreichte sie bei den Golden League Meeting in Rom den vierten, Oslo den sechsten und Berlin den siebten Platz. Sally McLellan gewann bei den Olympischen Spielen 2008 in Peking in 12,64 s die Silbermedaille hinter Dawn Harper. 
Seit 2010 ist sie mit Kieran Pearson verheiratet, dessen Namen sie annahm. Im selben Jahr gewann sie bei den Commonwealth Games im indischen Delhi den 100-Meter-Hürdenlauf. Ein Jahr später siegte Pearson auch bei den Weltmeisterschaften 2011 im südkoreanischen Daegu über ihre Paradestrecke. Dabei lief sie eine Zeit von 12,28 s und verfehlte den Weltrekord über diese Strecke nur um 7 Hundertstelsekunden. Am Ende der Saison wurde sie von der IAAF zur Welt-Leichtathletin des Jahres 2011 gekürt.
2012 holte sie in London bei den Olympischen Spielen Gold beim 100-Meter-Hürdenlauf mit einer Zeit von 12,35 s.
Ein Jahr später gewann sie bei den Weltmeisterschaften in Moskau die Silbermedaille, nachdem ihre Saison aufgrund zweier Muskelfaserrisse nur mäßig erfolgreich verlaufen war. 
Im Winter 2014 zeigte sie sich in guter Verfassung, um ihren Hallenweltmeistertitel zu verteidigen: Bei einem Freiluftmeeting in Perth siegte sie in 12,59 s und am 1. März gewann sie mit einer Weltjahresbestleistung von 7,79 s das erstmals ausgetragene ISTAF indoor Berlin. 2017 wurde sie zum zweiten Mal Weltmeisterin bei den Weltmeisterschaften in London.
Anfang August 2019 gab Pearson aufgrund anhaltender Verletzungen ihren sofortigen Rücktritt vor der Leichtathletik bekannt. Fünf Jahre später wurde sie in die Sport Australia Hall of Fame aufgenommen.